# Peninsula Iamal

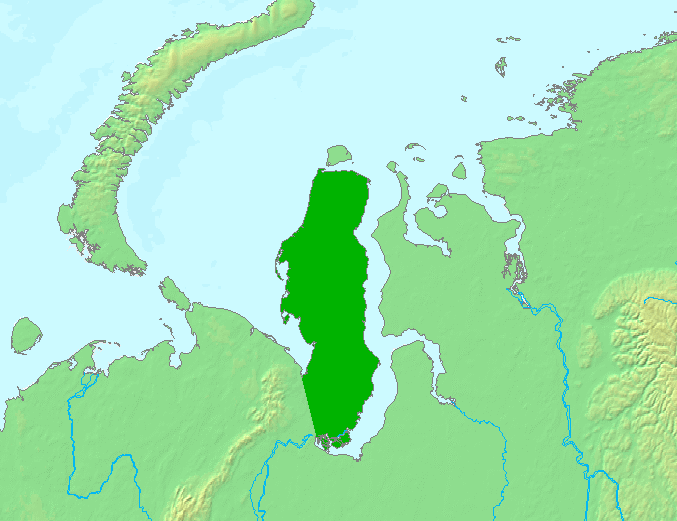
Amplasare

Peninsula Iamal (rusă: полуостров Ямал) face parte din ținutul autonom Iamalia care se află în regiunea de tundră din nordul Siberiei și aparține de Federația Rusă. Este situată în Districtul Autonom Iamalo-Neneț din nord-vestul Siberiei (Rusia), se întinde pe aproximativ 700 km și este marginită de Marea Kara la nord, Golful Baydaratskaya în vest și de Golful Obi in est. În limba populației localnice, numită neneț, Iamal înseamnă „capătul lumii”.
Peninsula este situată în regiunea subpolară a emisferei nordice și prin urmare este o zonă cu sol înghețat numit permafrost, iar din punct de vedere geologic este un teritoriu foarte tânar - are mai puțin de 10 000 ani. În cadrul Federației Ruse, Peninsula Iamal reprezintă locul unde in mod tradițional creșterea nomadă a renilor este cel mai bine păstrată.
Pe teritoriul peninsulei ,câteva mii de păstori neneți și hanti dețin circa 500 000 de reni domestici. În același timp, Peninsula Iamal este populată de o multitudine de specii de păsări migratoare. Tot aici se află și cel mai mare zăcământ de gaz natural al Rusiei. Se presupune că zăcământul Bovanenkovskoye va fi valorificat de colosul energetic rus Gazprom până în 2011-2012, fapt ce pune în real pericol viitorul păstoritului nomadic al renilor .
În mai 2007 rămășițele foarte bine păstrate ale unui pui de mamut vechi de 10 000 de ani au fost descoperite de un crescător de reni. Se presupune că exemplarul descoperit congelat în permafrost avea aproximativ șase luni la data morții.

## Date geografice
Peninsula se află la nord-est de munții Ural și la vest de gura de vărsare a fluviului Obi în Marea Kara, Iamal are o suprafață de ca. 115.000 km². Peninsula se află în raionul Iamalski (117.410 km²), raion de care aparțin și insulele "Beli", "Narehi" și Iumțino". La recensământul 2006 în regiune trăiau 15.653 loc. din care majoritatea trăiesc în localitatea Iar-Zale, care este situată pe coasta de sud-vest a peninsulei. Alte localități mai importante de pe peninsulă sunt:
- Bovanenkovski of Bobanenkovo
- Japtik-Sale
- Mys Kamennny
- Novy Port
- Panajevsk
- Saleman
- Se-Jacha
- Sjoenaj-Sale

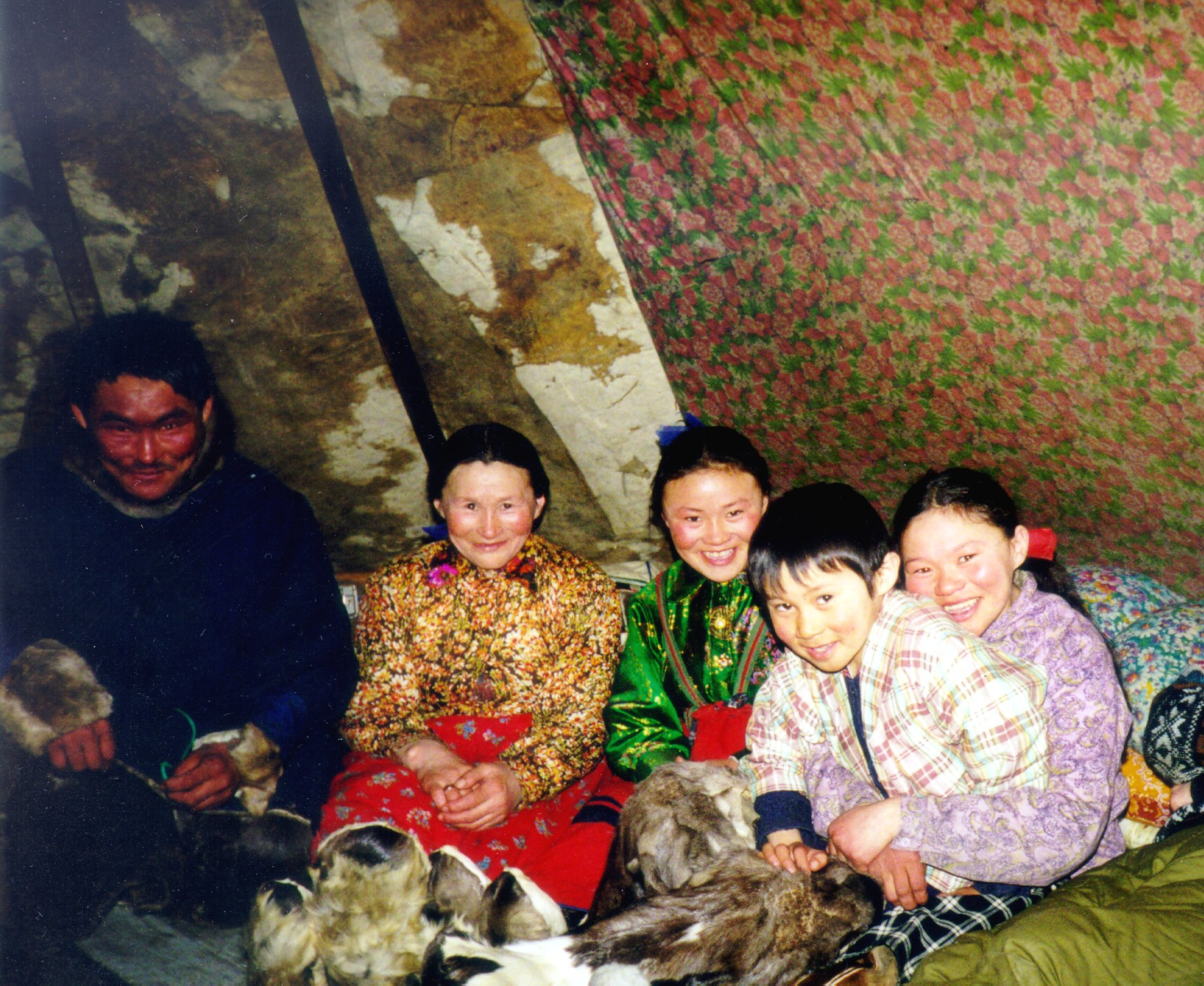
Familie de locuitori băștinași

La baza Iamalului se află o placă epipaleozoică cu o acoperire sedimentară meso-cenozoică. Proeminențele subsolului cristalin nu sunt respectate. Multe câmpuri de gaze naturale sunt concentrate în Iamal, situat în principal pe coasta de sud și de vest a peninsulei. Rezervele de gaze exploatate pentru 2009 se ridică la 16 trilioane m³.

## Populație și economie
Populația peninsulei este constituită în mare mare din neneți (samoiezi), locuitori autohtoni care se ocupă cu creșterea renilor. După descoperirea rezervelor imense de petrol au sosit  din Rusia și alte grupări etnice. Monopolul extracțiilor de petrol îl deține concernul energetic rus Gazprom care exportă în mare parte petrolul în Europa de Vest.

## Factori care împiedică dezvoltarea
- Clima este dură (rece, iarna lungă, rece, vară scurtă, vânturi puternice).
- Mlaștină severă, mai ales a coastelor din sud-vest și nord-est.
- Permafrost larg răspândit.
- Coeficient de umezire ridicat.
- Din octombrie vine iarnă, dar în iunie este iarnă.
- Transport slab dezvoltat și alte infrastructuri.